# That's the Short and Long of It
That's the Short and Long of It es un EP de la banda neozelandésa Tall Dwarfs, lanzado en 1985 por Flying Nun Records.

## Lista de canciones[6]
Lado A
1. "Nothing's Going To Happen" - 06:05
2. "Nothing's Going To Stop It" - 06:18

Lado B
1. "The Hills Are Alive" - 02:04
2. "Clover (Take 1)" - 01:48
3. "Pretty Poison" - 01:53
4. "Sleet" - 02:07
5. "Burning Blue" - 02:57
6. "Carpetgrabber" - 02:03
7. "Gone To The Worms" - 02:20
8. "Woman (Live 84)" - 04:40
9. "Get Outta The Garage" - 02:56
10. "Scrapbook" - 01:45